# Teningen
Teningen – miejscowość i gmina w Niemczech, w kraju związkowym Badenia-Wirtembergia, w rejencji Fryburg, w regionie Südlicher Oberrhein, w powiecie Emmendingen, wchodzi w skład wspólnoty administracyjnej Emmendingen. Leży ok. 3 km na zachód od Emmendingen, przy drodze krajowej B3, autostradzie A5 (zjazd 60 – Tenningen) i linii kolejowej Mannheim–Bazylea, na której pociągi mogą osiągać prędkość do 160 km/h.

## Współpraca
Miejscowości partnerskie:
- Ravoire, Francja
- Zeithain, Saksonia